# 972 Cohnia
Cohnia (asteroide 972) é um asteroide da cintura principal com um diâmetro de 75,65 quilómetros, a 2,3514617 UA. Possui uma excentricidade de 0,2318992 e um período orbital de 1 956,46 dias (5,36 anos).
Cohnia tem uma velocidade orbital média de 17,0228743 km/s e uma inclinação de 8,35952º.
Esse asteroide foi descoberto em 18 de Janeiro de 1922 por Max Wolf.